# Jean Fayolle
Pour les articles homonymes, voir Fayolle.
Jean Fayolle est un athlète français, né le 10 novembre 1937 à Saint-Étienne, licencié au Saint-Héand Sports, puis à l'ASPTT Paris.
Jean Fayolle représente la France au 5000 mètres et au 10000 mètres des Jeux Olympiques de Tokyo en 1964. 
Sa plus grande performance est sa médaille d’or individuelle aux Championnats internationaux de cross-country de 1965 [1]. 
Lors d'autres Championnats internationaux de cross-country, il obtient une médaille de bronze par équipe avec Michel Bernard, Salah Beddiaf et Alain Mimoun en 1961 et une médaille d’argent par équipe avec Jean Vaillant, Yves Martinage, Mimoun et Lucien Rault en 1964. 
Aux Jeux Méditerranéens de 1963, il est médaillé d’argent du 5000 mètres derrière le tunisien Mohammed Gammoudi. 

## Palmarès
- 30 sélections en équipe de France A
- Champion du monde de cross-country en 1965 à Ostende (Cross des Nations)
- Médaillé d'argent sur 5 000 mètres en 1963 aux Jeux méditerranéens de Naples
- Champion de France de cross-country en 1964
- Champion de France du 3 000 mètres steeple en 1961
- Champion de France du 5 000 mètres en 1964
- Champion de France du 10 000 mètres en 1966
- Finaliste du 10 000 mètres des Jeux olympiques d'été de 1964 à Tokyo
- Il termine à la dixième place de la Corrida de la Saint-Silvestre de Sao Paulo en 1964.

## Records
| Épreuve         | Performance   | Date |
| --------------- | ------------- | ---- |
| 5 000 m         | 13 min 42 s 2 | 1966 |
| 10 000 m        | 28 min 56 s 2 | 1964 |
| 3 000 m steeple | 9 min 1 s 6   | 1961 |